# 車掌車
車掌車（しゃしょうしゃ、米: Caboose、英: Guard's van〈緩急車〉）とは、事業用貨車の一種で、貨物を積載する用途はなく、車掌が乗車し業務を行うことを目的とする車両。主に貨物列車の最後尾に連結されており、デッキに手ブレーキをもつ。規約上、関係者のみが乗車し業務を行う事業用車であり、当然ながら乗客を乗せることは出来ず、そのためのスペースも無い。
なお、貨物を積載し、車掌も乗務できる車両は「緩急車（かんきゅうしゃ）」と呼ばれる。ただし、国鉄の現場においては、貨物を積載しない車両も含めて緩急車と呼ばれることが多かった。
本項では日本の車掌車について解説し、日本国外のものについては緩急車の項でまとめて扱うものとする。

## 日本の車掌車

### 概要
国鉄の貨物列車には1985年（昭和60年）まで、一部の例外を除いて車掌車あるいは車掌室を持つ合造貨車の緩急車が連結されていた。原則として列車の最後尾に連結され、車掌（普通車掌）が乗務して運行中の車両検査や事故時における列車防護措置を行っていた。1969年（昭和44年）10月の職制改正以降は、車掌職から貨物列車に乗務する普通車掌が分離された新設職制の列車掛が乗務した。
のちに貨物列車の牽引機関車（牽引機）が、蒸気機関車 (SL) から電気機関車やディーゼル機関車 (DL) に切り替わったことで、機関車のブレーキ性能が向上したことに加え、車両の連結両数の減少、デッドマン装置の普及、列車防護無線装置および鉄道無線装置の整備がほぼ終わったことから、国鉄は1985年3月14日実施のダイヤ改正で、貨物列車の運行を原則1人乗務化して列車掛の乗務を廃止。用途を失った大量の車掌車・緩急車を廃車にするとともに、列車掛の職制についても1986年（昭和61年）11月に廃止して、人員整理の対象とした。
現在は残存車が、主に新製鉄道車両の甲種輸送や特大貨物輸送用の貨物列車における係員（添乗監視員）の控車として運用されている。また1985年以降の大量廃車時に各地でトロッコ列車への転用改造を行ったほか、物置や小屋代用として民間にも大量に払い下げられた。一部は閑散線区における無人駅の代用駅舎にも用いられた。
車掌車利用の駅についてはCategory:車掌車改造駅を参照

### 車両の特徴
車掌車は基本的に二軸車で、車内には事務机・長椅子・だるまストーブ・ストーブ用石炭置き場（ヨ8000形は当初より石油ストーブ）・ヨ8000形とヨ9000はトイレも設置。床下にデッキ/車内灯・尾灯用の車軸発電機・蓄電池を搭載していた。二軸緩急車を含め、後年石油ストーブ搭載に改装されたものも多く、識別のためデッキ妻板および車側に白帯を表示していた。コキフは当初より石油ストーブを搭載していたため、白帯塗装はない。一般的な二軸貨車の最高速度は75 km/h（旧型形式は65 km/h）であったのに対し、後期の車掌車は貨物を積載しないことから板バネを柔らかいものとして最高速度を85 km/hとし、急行貨物（後のコンテナ車や車運車で組成された直行貨物）列車に連結されることもあった。
国鉄およびJRの形式称号の用途記号では「ヨ」である。長い貨車の列の最後尾にぶら下がっているような姿から愛嬌があり、落語における与太郎を思わせることから、記号と掛けて「ヨ太郎」と親しまれた。石油ストーブが整備される前の時代には部内で「寒泣車」とも呼ばれた。

### 近年における列車での運用例
東海道線稲沢（愛知県稲沢市） - 紀勢線紀伊佐野（和歌山県新宮市）間で、有蓋車（ワム80000形）およびタンク車を用いて運行されていた高速貨物列車1往復（関西線・亀山駅・紀勢線経由、1995年以降は稲沢 - 鵜殿間に短縮、2013年3月15日廃止）は、有蓋車のコンテナ車化（1994年）後も、2000年（平成12年）8月31日まで車掌車（ヨ8000形）を連結していた。同列車における車掌車運用廃止以後、定期貨物列車において車掌車が正規の用途で運用された例はない。
苅田港線では、機回しができない小波瀬西工大前駅で折り返す貨物列車を機関車2両によるプッシュプル運転で運行していたが、合理化のため1994年（平成6年）に単機による運行に切り替えた際、推進運転時における前部監視用車両として、ヨ8000形1両にブレーキ弁・警笛・前部標識灯を設ける改造を行い、2005年（平成17年）まで使用した。
東武鉄道鬼怒川線では、2017年（平成29年）8月10日に運行を開始した臨時列車「SL大樹」において、牽引機のC11形蒸気機関車の次位に車掌車が連結される。これは東武鉄道の各線区や各車両に高度な保安装置（自動列車停止装置・ATS）が装備されており、SLの走行にはATSの車上装置が必要だが、小型タンク式SLであるC11形には炭水車がなく、設置するための箇所が足りないため。車掌車は点検以外は常に連結され、下今市駅や鬼怒川温泉駅の転車台で方向転換する際にも、SLとともに向きを変える。毎年、釧網本線で運行されているSL「冬の湿原号」でも緩急車として連結されている。ただし、普段は補助機関車として運用されるDE10形が牽引する「DL大樹」として運行する場合は、同機に車上装置が搭載されているため、車掌車は連結されない。

## 主な形式
- 日本国有鉄道
  - ヨ1形
  - ヨ1500形
  - ヨ2000形
  - ヨ2500形
  - ヨ3500形
  - ヨ5000形 - 1959年（昭和34年）に運行を開始したコンテナ特急「たから」用として登場、塗色はコンテナと同じ黄緑色とした。
  - ヨ6000形
  - ヨ8000形 - 1974年（昭和49年）から製造された国鉄最後の車掌車。
  - ヨ9000形 - 1968年（昭和43年）、2軸貨車の高速化試験を目的として試作された車掌車。
- 東武鉄道
  - ヨ101形、ヨ201形
- 秩父鉄道
  - ヨ10形